# Drosophila persimilis
Drosophila persimilis är en tvåvingeart som beskrevs av Theodosius Grigorievich Dobzhansky och Carl Clawson Epling 1944. Drosophila persimilis ingår i släktet Drosophila och familjen daggflugor.
Artens utbredningsområde sträcker sig från British Columbia till Idaho och söderut till Kalifornien.